# 세르히오 코리노
세르히오 코리노 라몬(스페인어: Sergio Corino Ramón, 1974년 10월 10일, 바스크 주 빌바오 ~)은 스페인의 전직 축구 선수로, 현역 시절 중앙 수비수로 활약했다.

## 클럽 경력
코리노는 비스카이아 도 빌바오 출신으로, 아틀레틱 빌바오 유명한 유소년부 레사마 출신이다. 그는 세군다 디비시온의 2군 소속으로 3년 가까이 활약했다. 1994년 10월 18일, 20번째 생일 1주 후에, 그는 2-3으로 패한 뉴캐슬 유나이티드와의 세인트 제임스 파크 UEFA컵 원정 경기에서 1군 신고식을 치렀다.(합계 3-3 원정 다득점 승리)
1996년 1월 이적 시장에서, 코리노는 또다른 라 리가 구단인 메리다로 임대되어 1995-96 시즌 하반기를 에스트레마두라 연고 구단 소속 주전으로 출전해 3골을 기록했지만, 소속 구단은 강등되었다. 그는 이후 바스크 주 친정 복귀해 단 한 시즌을 보냈고, 그동안 많지 않은 출전 기회를 잡았는데,(리그 15경기, 도합 18경기 출전) 빌바오는 6위로 유럽대항전에 진출했다.
아틀레틱 선수 신분 상태에서, 코리노는 또다른 1부 리그 구단인 살라망카와 계약했고, 붙박이 주전으로 활약했지만, 2년차에 1부 리그에서 강등되었다. 그 후, 그는 방출되어 에스파뇰로 이적했고, 이후 아틀레틱의 이웃 레알 소시에다드 소속으로 1년 반을 보냈다.
코리노는 2001년 여름에 라요 바예카노에 합류해 1년차에 28경기 출전 5골로 개인 최고의 시즌을 보냈는데, 마드리드 외곽 연고 구단은 11위로 안정적인 중위권 자리를 차지했다. 그러나, 이후 2년 연속으로 소속 구단은 강등을 거듭해 3부 리그로 떨어졌고, 코리노는 30번째 생일이 임박해서 은퇴했는데, 프로 무대에서 11년을 누비며 283경기 출전을 기록했다.

## 국가대표팀 경력
코리노는 애틀랜타의 1996년 하계 올림픽에 스페인 선수단 일원으로 참가해 2번의 조별 리그 경기와 나중에 준우승을 차지한 아르헨티나와의 8강전에 출전했는데, 후자의 경기는 0-4 대패를 당했다.

## 수상

### 클럽
에스파뇰
- 코파 델 레이: 1999–2000

### 국가대표팀
스페인 U-21
- 유럽 U-21 축구 선수권 대회 준우승: 1996[3]